# プレイ・ザ・ブルース (バディ・ガイ&ジュニア・ウェルズのアルバム)
『プレイ・ザ・ブルース』（Play the Blues）は、アメリカ合衆国のブルース・ミュージシャン、バディ・ガイとジュニア・ウェルズが連名で1972年に発表したスタジオ・アルバム。

## 背景
ガイとウェルズが1970年にローリング・ストーンズのヨーロッパ・ツアーのオープニングアクトを務めていた頃、エリック・クラプトンがアトランティック・レコード社長アーメット・アーティガンにガイを推薦したことから、本作の録音が始まった。ローリング・ストーンズのツアー終了後、ガイとウェルズはクラプトンと共にレコーディングに入り、クラプトンはアーティガン、トム・ダウドと共同でプロデュースにも携わった。当時クラプトンはヘロイン依存の問題を抱えており、ガイは「後々エリックは俺に、このレコードを作ったことは殆ど記憶にないって言っていたよ。当時の彼は四六時中ハイになっていた」と語っている。なお、クラプトンは後にガイの『Damn Right, I’ve Got the Blues』（1991年）、『Skin Deep』（2008年）といったアルバムにもゲスト参加している。
1970年の録音は一旦棚上げとなるが、1972年にガイとJ・ガイルズ・バンドにより録音された2曲が追加されて、本作が完成した。なお、1972年のセッションはウェルズ不在で行われ、マイケル・カスクーナがプロデュースした。

## 評価
Bill Dahlはオールミュージックにおいて5点満点中3.5点を付け「このアルバムの制作過程に問題があったことを考えれば、とても素晴らしい結果に至った」と評している。また、ロバート・クリストガウは「ウェルズがブルー・ロックで制作したR&B寄りのアルバムが証明しているように、ブルースの聴衆を広げようという試みは、どんな方法であれ概ね失敗に終わるが、少なくともこのアルバムは音楽的に成功しており、ウェルズがヴァンガードやデルマークに残してきた作品と同様リラックスして、熱烈で、そして正統派の内容だ」と評している。
2013年には、Ted Drozdowskiによって「エリック・クラプトンのサイドマンとしての録音ベスト10」の一つに選出された。

## 収録曲
1. ア・マン・オブ・メニー・ワーズ - "A Man of Many Words" (Buddy Guy) - 4:02
2. マイ・ベイビー・シー・レフト・ミー - "My Baby She Left Me (She Left Me a Mule to Ride)" (Sonny Boy Williamson I) - 3:11
3. カム・オン・イン・ディス・ハウス/ハヴ・マーシー・ベイビー - "Come on in This House / Have Mercy Baby" (Junior Wells) - 4:23
4. T-ボーン・シャッフル - "T-Bone Shuffle" (T-Bone Walker) - 4:19
5. ア・プア・マンズ・プリー - "A Poor Man's Plea" (J. Wells) - 3:13
6. メッシン・ウィズ・ザ・キッド - "Messin' with the Kid" (Mel London) - 2:15
7. ディス・オールド・フール - "This Old Fool" (B. Guy) - 3:10
8. アイ・ドント・ノウ - "I Don't Know" (Willie Mabon) - 4:30
9. バッド・バッド・ウィスキー - "Bad Bad Whiskey" (Thomas Davis) - 4:15
10. ハニードリッパー - "Honeydripper" (Joe Liggins) - 3:50

## 参加ミュージシャン

### 1970年10月、マイアミ
- バディ・ガイ - ボーカル、ギター
- ジュニア・ウェルズ - ボーカル、ハーモニカ
- エリック・クラプトン - ギター、スライドギター
- A.C.リード - サクソフォーン
- ドクター・ジョン - ピアノ(on #1, #4, #6)
- マイク・アトリー - ピアノ、ハモンドオルガン(on #2, #3, #5, #8, #9)
- カール・レイドル - ベース(on #1)
- リロイ・スチュワート - ベース(on #2, #3, #4, #5, #6, #8, #9)
- ジム・ゴードン - ドラムス(on #1)
- ルーズベルト・ショウ - ドラムス(on #2, #3, #4, #5, #6, #8, #9)

### 1972年4月、ボストン
- バディ・ガイ - ボーカル、ギター
- J・ガイルズ - リズムギター
- マジック・ディック - ハーモニカ
- セス・ジャストマン - ピアノ
- ダニー・クレイン - ベース
- スティーヴン・ジョー・ブラッド - ドラムス
- ジューク・ジョイント・ジミー - フット・タッピング